# Muckle Roe
Muckle Roe es una isla localizada en el archipiélago de las Shetland, en Escocia. La isla ocupa una superficie de 18 km².
Muckle Roe está conectada con la isla de Mainland por medio de un puente sobre el canal de Roe, y alberga una población de alrededor de 100 personas. El punto más alto de la ista es el volcán South Ward, que se alza a casi 200 m s. n. m.
- Datos: Q1273310
- Multimedia: Muckle Roe / Q1273310